# العلاقات الأرجنتينية السريلانكية
العلاقات الأرجنتينية السريلانكية هي العلاقات الثنائية التي تجمع بين الأرجنتين وسريلانكا.

## مقارنة بين البلدين
هذه مقارنة عامة ومرجعية للدولتين:
| وجه المقارنة                                              | الأرجنتين                                               | سريلانكا                         |
| --------------------------------------------------------- | ------------------------------------------------------- | -------------------------------- |
| المساحة (كم2)                                             | 2.78 مليون                                              | 65.61 ألف                        |
| عدد السكان (نسمة)                                         | 44.27 مليون                                             | 21.44 مليون                      |
| الكثافة السكانية (ن./كم²)                                 | 15.92                                                   | 326.78                           |
| العاصمة                                                   | بوينس آيرس                                              | سري جاياواردنابورا كوتي، كولمبو  |
| اللغة الرسمية                                             | اللغة الإسبانية                                         | اللغة السنهالية، اللغة التاميلية |
| العملة                                                    | البيزو الأرجنتيني 1983 ‏، بيزو أرجنتيني، أسترال أرجنتيني | روبية سريلانكي                   |
| الناتج المحلي الإجمالي (بليون دولار)                      | 637.59 مليار                                            | 87.17 مليار                      |
| الناتج المحلي الإجمالي (تعادل القوة الشرائية) بليون دولار | 883.02 مليار                                            | 246.62 مليار                     |
| الناتج المحلي الإجمالي الاسمي للفرد دولار أمريكي          | 13.43 ألف                                               | 3.93 ألف                         |
| الناتج المحلي الإجمالي للفرد دولار أمريكي                 |                                                         | 11.11 ألف                        |
| مؤشر التنمية البشرية                                      | 0.827                                                   | 0.757                            |
| رمز المكالمات الدولي                                      | +54                                                     | +94                              |
| رمز الإنترنت                                              | .ar                                                     | .lk،                             |
| المنطقة الزمنية                                           | 00                                                      | ت ع م+05:30                      |

## منظمات دولية مشتركة
يشترك البلدان في عضوية مجموعة من المنظمات الدولية، منها:
| علم المنظمة | اسم المنظمة                               | تاريخ انضمام الأرجنتين | تاريخ انضمام سريلانكا |
| ----------- | ----------------------------------------- | ---------------------- | --------------------- |
|             | مؤسسة التنمية الدولية                     | 3 أغسطس 1962           | 27 يونيو 1961         |
|             | المنظمة الهيدروغرافية الدولية             | ?                      | ?                     |
|             | مؤسسة التمويل الدولية                     | 13 أكتوبر 1959         | 20 يوليو 1956         |
|             | منظمة حظر الأسلحة الكيميائية              | ?                      | ?                     |
|             | يونسكو                                    | 15 سبتمبر 1948         | 14 نوفمبر 1949        |
|             | الأمم المتحدة                             | 24 أكتوبر 1945         | 14 ديسمبر 1955        |
|             | الاتحاد الدولي للاتصالات                  | 1889                   | 1897                  |
|             | منظمة الشرطة الجنائية الدولية             | ?                      | ?                     |
|             | البنك الدولي للإنشاء والتعمير             | 20 سبتمبر 1956         | 29 أغسطس 1950         |
|             | الاتحاد البريدي العالمي                   | ?                      | ?                     |
|             | المركز الدولي لتسوية المنازعات الاستشارية | 18 نوفمبر 1994         | 11 نوفمبر 1967        |
|             | وكالة ضمان الاستثمار متعدد الأطراف        | 11 فبراير 1992         | 27 مايو 1988          |
|             | منظمة التجارة العالمية                    | ?                      | ?                     |

## وصلات خارجية
- موقع وزارة الخارجية الأرجنتينية
- موقع وزارة الخارجية السريلانكية